# Kévin Constant
Kévin Constant, född 17 maj 1987 i Fréjus, Frankrike, är en franskfödd guineansk fotbollsspelare (försvarare) som spelar för den schweiziska klubben FC Sion. Han spelar även för Guineas fotbollslandslag.